# Etchojoa
Etchojoa är en ort i Mexiko.   Den ligger i kommunen Etchojoa och delstaten Sonora, i den västra delen av landet, 1 400 km nordväst om huvudstaden Mexico City. Etchojoa ligger 18 meter över havet och antalet invånare är 8 571.
Terrängen runt Etchojoa är mycket platt. Runt Etchojoa är det ganska glesbefolkat, med 35 invånare per kvadratkilometer. Närmaste större samhälle är Huatabampo, 9,6 km söder om Etchojoa. Trakten runt Etchojoa består till största delen av jordbruksmark.